# سورنی ۱۷۳۷
سیارک ۱۷۳۷ (به انگلیسی: 1737 Severny، نامگذاری:1966TJ) هزار و هفتصد و سی و هفتمین سیارک کشف شده‌است که در ۱۳ اکتبر ۱۹۶۶ کشف شد.
قدر مطلق سیارک برابر ۱۰٫۸۰ است.